# Bataille de Saint-Florent-le-Vieil (1793)
Pour les articles homonymes, voir Bataille de Saint-Florent-le-Vieil.
Guerre de Vendée
Batailles
La bataille de Saint-Florent-le-Vieil se déroule le 12 mars 1793, pendant la première guerre de Vendée.

## Prélude
Le dimanche 10 mars 1793, la loi sur la levée en masse est annoncée à Saint-Florent-le-Vieil. Duval, le procureur syndic donnant lecture de la loi, est molesté par une quinzaine de jeunes gens qui sont arrêtés et jetés en prison,. Le lendemain, le curé constitutionnel Antoine Vallée part pour Angers demander des renforts pour Saint-Florent. Un courrier est envoyé réclamant 200 hommes bien armés. Mais seuls 25 dragons sont envoyés par le département, et les communes voisines, craignant elles-mêmes des troubles, refusent de fournir des renforts.

## Déroulement
Le mardi 12 mars, les jeunes convoqués pour le tirage au sort des conscrits entrent dans la ville au son du tocsin, accompagnés de leurs proches et de leurs amis. Leur nombre est d'environ 600,, certains sont armés de bâtons, de faux, ou de fusils de chasse, et portent une cocarde blanche. Parmi leurs meneurs figurent Laurent Fleury, un maréchal de Saint-Florent, et André Michel, dit « Chapelle »,. En face, les patriotes n'ont que 150 gardes nationaux mal armés et deux couleuvrines,,.
À la tête des paysans, marchent les maires de Botz-en-Mauges, de La Chapelle-Saint-Florent et de Saint-Quentin-en-Mauges, qui, bon gré mal gré, somment le district d'ajourner le tirage et de livrer les armes,. Les conseillers municipaux refusent. L'officier municipal Jacob décide de haranguer la foule devant l'ancienne abbaye, devenue siège du district. La foule le hue, et les gendarmes interviennent en frappant du plat de leurs sabres. Deux coups de fusil sont tirés, peut-être par Laurent Fleury, et Jacob est tué sur le coup,. Les gardes nationaux ouvrent alors le feu sur la foule, notamment avec leurs deux couleuvrines placées dans le siège du district, tuant quatre personnes et en blessant quarante autres,. Les paysans se jettent sur les canonniers et les patriotes,,. Certains sont tués et les autres s'enfuient par les fenêtres du bâtiment qui est ensuite pillé,. Les documents officiels et l'autel de la patrie sont brûlés, les maisons des bourgeois patriotes sont pillées et saccagées,,. Saint-Florent-le-Vieil passe ainsi aux mains des insurgés. Les patriotes prennent la fuite en franchissant l'Èvre. Certains paysans regagnent alors leurs villages, d'autres passent la nuit à festoyer,.

## Pertes
Les pertes sont de six morts chez les patriotes et probablement de dix tués du côté des paysans.

## Conséquences
Le lendemain du combat, un noble des environs, Cesbron d'Argonne, tente de rameuter les paysans en leur disant qu'ils doivent s'organiser contre la riposte punitive des patriotes, et que pour cela ils doivent prendre des chefs. Cependant, plutôt que de lui offrir ce commandement, les paysans vont chercher Charles de Bonchamps dans son château de la Baronnière, à La Chapelle-Saint-Florent,,. Malgré ses réticences, ce dernier finit par accepter de prendre la tête de l'insurrection. 
Une fois arrivé à Saint-Florent-le-Vieil, Bonchamps rétablit un certain ordre : il organise la défense du bourg, et fait proclamer une grâce pour les patriotes encore cachés en ville. Les insurgés leur font jurer de ne plus porter les armes contre eux, puis ils les remettent en liberté. Ils font ensuite chanter un Te Deum par le curé réfractaire de Saint-Florent qui fait bénir le drapeau blanc.